# Closer to You
Closer to You je jedenácté studiové album amerického hudebníka JJ Calea. Vydáno bylo v srpnu roku 1994 francouzskou nezávislou společností Delabel, distribuovalo jej vydavatelství Virgin Records. Producentem desky byl sám Cale a kromě jeho manželky Christine Lakeland se na ní podíleli například Tim Drummond a Bill Payne.

## Seznam skladeb
Autorem všech skladeb je JJ Cale.
1. „Long Way Home“ – 2:50
2. „Sho-Biz Blues“ – 3:39
3. „Slower Baby“ – 5:00
4. „Devil's Nurse“ – 3:45
5. „Like You Used To“ – 3:02
6. „Borrowed Time“ – 4:13
7. „Rose in the Garden“ – 3:00
8. „Brown Dirt“ – 3:26
9. „Hard Love“ – 4:18
10. „Ain't Love Funny“ – 2:43
11. „Closer to You“ – 2:46
12. „Steve's Song“ – 4:02

## Obsazení
- JJ Cale – zpěv, kytara, syntezátor
- James Cruce – bicí
- Tim Drummond – baskytara
- Jim Karstein – bicí, perkuse
- Christine Lakeland – kytara, doprovodné vokály
- Bill Payne – klávesy
- Don Preston – kytara